# Automoribundia
Automoribundia (1888-1948) est le titre de l'autobiographie de l'écrivain espagnol Ramón Gómez de la Serna. Ce livre publié à Buenos Aires en 1948 est considéré par beaucoup de critiques comme le chef-d'œuvre de cet auteur. Le livre, de près de 800 pages, est agrémenté d'illustrations, photographies et dessins de l'auteur.
Couvrant la période allant de 1888 à 1948, le texte est publié au moment où Ramón Gómez de la Serna a soixante ans. Pour Ramón c'est un moment difficile de sa vie : il se sent vieillir, malade, déraciné dans l'exil argentin et oublié de presque tous après le drame de la Guerre civile. Cette autobiographie constitue pour lui une tentative désespérée pour continuer à être le grand 'Ramón' : l'artiste qui dans les années 1920 surprenait par ses productions imprévisibles, le meneur du groupe d'artistes et d'écrivains qui se retrouvaient au Café de Pombo à Madrid, l'inventeur de cette figure littéraire qu'est la greguería.
Cependant, les temps ont changé, tout est devenu plus sombre et difficile. Parfaitement conscient de ce changement d'époque, Ramón reflète cela dans son autobiographie qui est pour lui « une pétulance contre la mort; davantage que contre la mort, vers la mort. »
Automoribundia est considéré comme une des œuvres les plus intéressantes et originales du genre autobiographique espagnol du XXe siècle. Automoribundia est la source principale utilisée par l'écrivain Juan Manuel de Prada en 1996 pour son roman Les Masques du héros qui recrée la bohème artistique madrilène d'avant-guerre.

## Traduction
- Automoribunda, trad. Catherine Vasseur, Quai Voltaire, 1040 p., 2020,  (ISBN 9782710381976)